# リー群の表現
数学や理論物理学では、リー群の表現の考え方は、連続対称性の研究で重要な役割を果たす。 そのような表現は、対応する「無限小」リー代数の表現研究で使用する基本的なツールであることが良く知られている。物理学の文献では、リー群の表現とリー代数の表現との間の違いを強調しないこともある。

## 有限次元複素ベクトル空間上の表現
最初に有限次元複素ベクトル空間上へ作用する表現を議論する。有限次元複素ベクトル空間 V 上のリー群 G の表現は、リー群 G から V の自己同型群への滑らかな群準同型 Ψ: G → Aut(V) である。
n 次元の V に対し、V の自己同型群は n × n の複素正方行列の部分集合と同一視できる。V の自己同型群は、この同一視を使用して、滑らかな多様体の構造が与えられる。上の定義のように、Ψ が滑らかであるという条件は、Ψ が滑らかな多様体(smooth manifold) G から滑らかな多様体 Aut(V) への滑らかな写像であることを意味する。
複素ベクトル空間 V の基底が選択されると、表現は一般線型群 GL(n, C) への準同型として表現することができる。これは行列表現として知られている。

## 任意の体上の有限次元ベクトル空間上の表現
リー群 G の（体 K 上の）ベクトル空間 V 上の表現は、（微分構造について）G から V の自己同型群への滑らかな群準同型 G → Aut(V) である。ベクトル空間 V に基底が選ばれていると、表現は、一般線型群 GL(n,K) への準同型として表すことができる。この表現は行列表現として知られている。ベクトル空間 V, W 上の G の2つの表現は、それらが V と W に対して同じ基底の選択に関して同じ行列であれば、同値な表現であるという。
リー代数のレベルでは、リー代数 G からリーブラケット [ , ] を保存する End(V) への対応する線形写像が存在する。リー代数の理論はリー代数の表現を参照。
準同型が、単射であるとき、表現を忠実(faithful)であるという。
ユニタリ表現は、G がユニタリ行列であるということ以外は、同じ方法で定義される。従って、リー代数は歪エルミート(skew-hermitian)行列である。
G がコンパクトリー群(compact Lie group)であれば、すべての有限次元表現は、あるユニタリ表現に同値である。

## ヒルベルト空間上の表現
リー群 G の複素ヒルベルト空間 V 上の表現は、G から B(V) への群準同型 Ψ:G → B(V) であり、有界な逆作用素をもつような V の有界線型作用素の群である。よって、(g,v) → Ψ(g)v で与えられる写像 G×V → V は、連続である。
この定義は無限次元ヒルベルト空間上の表現を扱うことができる。そのような表現は量子力学の中にあるが、次の例のようにフーリエ解析の中にもある。
G=R とし、複素ヒルベルト空間 V を L2(R) とすると、表現 Ψ:R → B(L2(R)) を Ψ(r)(f(x)} → f(r-1x) で定義する。
ポアンカレ群の表現については、ウィグナーの分類(Wigner's classification)を参照。

## 分類
G が半単純(semisimple)であれば、有限次元表現は既約表現の直和(direct sums)へ分解することができる。既約表現は、最高ウェイト(weight)をインデックスとする。許容的(allowable)（支配的(dominant)）最高ウェイトは、適当な正値性条件を満たす。特に、基本ウェイト(fundamental weights)の集合が存在し、G のディンキン図形(Dynkin diagram)の頂点をインデックスとし、支配的ウェイトが単純に基本ウェイトの非負は整数係数の線型結合となる。既約表現の指標は、ワイル指標公式(Weyl character formula)で与えられる。
G が可換リー群であれば、既約表現は単純に連続指標である。ポントリャーギン双対性を参照。
商表現は群環の商加群である。

## 定型な例
Fq を位数 q で標数 p の有限体とする。G をリー型の有限群、つまり、G は Fq 上に定義された連結簡約群 G の Fq-有理点であるとする。たとえば、n を正の整数とすると、GL(n, Fq) と SL(n, Fq) はリー型の有限群である。{\displaystyle J=\left[{\begin{smallmatrix}0&I_{n}\\-I_{n}&0\end{smallmatrix}}\right]} とする。ここに In は n×n の単位行列とする。
{\displaystyle Sp_{2}(\mathbb {F} _{q})=\left\{g\in GL_{2n}(\mathbb {F} _{q})|^{t}gJg=J\right\}}
とすると、Sp(2,Fq) はランク n のシンププレクティック群であり、リー型の有限群である。G = GL(n, Fq) や SL(n, Fq) （他の例もある）とすると、G の標準ボレル部分群(standard Borel subgroup) B は、G の上三角元からなる G の部分群である。G の標準放物型部分群(standard parabolic subgroup)は、標準ボレル部分群 B を含む G の部分群である。P が GL(n, Fq) の標準放物型部分群 GL(n, Fq) であれば、ｎ の分割 (n1, …, nr) が存在し（正の整数の集合 {\displaystyle n_{j}\,\!} で {\displaystyle n_{1}+\ldots +n_{r}=n\,\!} を満たす) 、{\displaystyle P=P_{(n_{1},\ldots ,n_{r})}=M\times N} となる。{\displaystyle M\simeq GL_{n_{1}}(\mathbb {F} _{q})\times \ldots \times GL_{n_{r}}(\mathbb {F} _{q})} は次の形となる。
{\displaystyle M=\left\{\left.{\begin{pmatrix}A_{1}&0&\cdots &0\\0&A_{2}&\cdots &0\\\vdots &\ddots &\ddots &\vdots \\0&\cdots &0&A_{r}\end{pmatrix}}\right|A_{j}\in GL_{n_{j}}(\mathbb {F} _{q}),1\leq j\leq r\right\},}
と
{\displaystyle N=\left\{{\begin{pmatrix}I_{n_{1}}&*&\cdots &*\\0&I_{n_{2}}&\cdots &*\\\vdots &\ddots &\ddots &\vdots \\0&\cdots &0&I_{n_{r}}\end{pmatrix}}\right\},}
ここに、{\displaystyle *\,\!} は {\displaystyle \mathbb {F} _{q}} の任意の値の構成要素とする。